# Mézières-en-Drouais
Mézières-en-Drouais és un municipi francès, situat al departament de l'Eure i Loir i a la regió de Centre – Vall del Loira. L'any 2007 tenia 1.062 habitants.

## Demografia

### Població
El 2007 la població de fet de Mézières-en-Drouais era de 1.062 persones. Hi havia 366 famílies, de les quals 88 eren unipersonals (36 homes vivint sols i 52 dones vivint soles), 139 parelles sense fills, 135 parelles amb fills i 4 famílies monoparentals amb fills.
La població ha evolucionat segons el següent gràfic:
Habitants censats

### Habitatges
El 2007 hi havia 470 habitatges, 393 eren l'habitatge principal de la família, 47 eren segones residències i 30 estaven desocupats. 456 eren cases i 9 eren apartaments. Dels 393 habitatges principals, 336 estaven ocupats pels seus propietaris, 43 estaven llogats i ocupats pels llogaters i 14 estaven cedits a títol gratuït; 1 tenia una cambra, 20 en tenien dues, 58 en tenien tres, 97 en tenien quatre i 217 en tenien cinc o més. 330 habitatges disposaven pel capbaix d'una plaça de pàrquing. A 149 habitatges hi havia un automòbil i a 206 n'hi havia dos o més.

### Piràmide de població
La piràmide de població per edats i sexe el 2009 era:
| Homes | Edats   | Dones |
| ----- | ------- | ----- |
| 0     | 95 o +  | 1     |
| 1     | 90 a 94 | 0     |
| 12    | 85 a 89 | 11    |
| 1     | 80 a 84 | 14    |
| 22    | 75 a 79 | 21    |
| 20    | 70 a 74 | 22    |
| 23    | 65 a 69 | 24    |
| 17    | 60 a 64 | 23    |
| 41    | 55 a 59 | 29    |
| 51    | 50 a 54 | 44    |
| 55    | 45 a 49 | 35    |
| 43    | 40 a 44 | 30    |
| 30    | 35 a 39 | 41    |
| 31    | 30 a 34 | 36    |
| 32    | 25 a 29 | 29    |
| 24    | 20 a 24 | 12    |
| 26    | 15 a 19 | 40    |
| 20    | 10 a 14 | 25    |
| 17    | 5 a 9   | 32    |
| 22    | 0 a 4   | 34    |

## Economia
El 2007 la població en edat de treballar era de 720 persones, 541 eren actives i 179 eren inactives. De les 541 persones actives 519 estaven ocupades (272 homes i 247 dones) i 22 estaven aturades (10 homes i 12 dones). De les 179 persones inactives 68 estaven jubilades, 46 estaven estudiant i 65 estaven classificades com a «altres inactius».

### Ingressos
El 2009 a Mézières-en-Drouais hi havia 388 unitats fiscals que integraven 984,5 persones, la mediana anual d'ingressos fiscals per persona era de 22.682 €.

### Activitats econòmiques
Dels 33 establiments que hi havia el 2007, 5 eren d'empreses alimentàries, 3 d'empreses de fabricació d'altres productes industrials, 7 d'empreses de construcció, 8 d'empreses de comerç i reparació d'automòbils, 3 d'empreses de transport, 3 d'empreses d'hostatgeria i restauració, 2 d'empreses d'informació i comunicació, 1 d'una empresa de serveis i 1 d'una entitat de l'administració pública.
Dels 8 establiments de servei als particulars que hi havia el 2009, 1 era una oficina de correu, 2 tallers de reparació d'automòbils i de material agrícola, 1 paleta, 1 fusteria i 3 electricistes.
Dels 3 establiments comercials que hi havia el 2009, 2 eren fleques i 1 una fleca.
L'any 2000 a Mézières-en-Drouais hi havia 10 explotacions agrícoles que ocupaven un total de 1.092 hectàrees.

## Equipaments sanitaris i escolars
El 2009 hi havia 1 escola elemental i 1 escola elemental integrada dins d'un grup escolar amb les comunes properes formant una escola dispersa.

## Poblacions més properes
El següent diagrama mostra les poblacions més properes.